# Salzburger Spielzeugmuseum
Das Salzburger Spielzeugmuseum (Eigenschreibweise Spielzeug Museum), ehemals auch „Sammlung Folk“ genannt, befindet sich in Salzburg im aus dem 16. Jahrhundert stammenden Gebäude des historischen Bürgerspitals nächst der Bürgerspitalkirche St. Blasius.
Der Bestand basiert auf der ehemaligen Privatsammlung von Gabriele Folk-Stoi und Hugo Folk. Neben Spielzeug aus Holz, Ton und Zinn sowie Puppen und Puppenstuben bilden die Papiertheater einen besonderen Schwerpunkt des Spielzeugmuseums. Neben der Dauerausstellung gibt es auch wechselnde Sonderausstellungen zu unterschiedlichen Themen wie beispielsweise die Adventsausstellung zur Weihnachtszeit.
Das Museum wurde 1978 eröffnet und beherbergt die größte Sammlung Österreichs zur Geschichte des europäischen Spielzeugs der vergangenen 250 Jahre. Es wurde nach einem Gebäudeumbau und völliger Neugestaltung der Ausstellungsbereiche 2011 wieder eröffnet.
Das Spielzeugmuseum gehört zum Salzburg Museum (ehemals Salzburger Museum Carolino-Augusteum – SMCA).